# Yên hầu Hoà
Yên hầu Hoà (chữ Hán: 燕侯和; trị vì: ?-?), là vị vua thứ năm của nước Yên - chư hầu nhà Chu trong lịch sử Trung Quốc.
Theo Yên quốc sử cảo, ông tên thật là Cơ Hoà (姬和), con trai của Yên hầu Hiến- vua thứ tư của nước Yên. Sau khi Yên hầu Hiến mất, Yên hầu Hoà nối ngôi.
Sử sách không ghi rõ những hành trạng của ông trong thời gian ở ngôi cũng như những sự việc xảy ra tại nước Yên vào thời của ông.
Sau không rõ ông mất năm nào, cũng không rõ người nối ngôi ông là ai. Bốn đời vua Yên tiếp theo cũng không được xác định.